# Зенгиди
Зенгиди су били исламска династија туркијског порекла која је у служби Селџука владала просторима данашње Сирије и северног Ирака.

## Историја
Оснивач династије Зенгида је Имад ад Дин Зенги који је од 1127. године владао Мосулом. Зенги је убрзо проширио свој утицај на северу Сирије и Ирака. Године 1128. заузима Алепо, а 1144. године осваја крсташку грофовију Едесу. Освајање Едесе га је учинило славним међу муслиманима. Две године касније убијен је од стране властитог роба. 
Након Зенгијеве смрти његова земља је подељена: Мосул је наследио Саиф ад-Дин Гази, а Алепо Нур ад Дин који се показао једнако способним као и његов отац. Успешно се одбранио од крсташких напада током Другог похода и успео да им поквари опсаду Дамаска. Године 1149. поразио је антиохијског владара Ремона од Поатјеа у бици код Инаба, а до краја следеће године довршио освајање територије Едесе. Године 1154. осваја Дамаск. 
Освајање Дамаска знатно је ојачало Нур ад Динов утицај. Ускоро је заробио и другог кнеза Антиохије, Ренеа од Шатијона, а границе кнежевине сведене су на минимум. Током шездесетих година Нур ад Дин врши походе на Фатимидски Египат у чему му је парирао јерусалимски краљ Амалрик (Крсташки походи на Египат). У борбама за Египат нарочито се истакао Ширку, Нур ад Динов војсковођа. Ширкуов нећак и наследник Саладин постаће један од највећих муслиманских владара у историји.
Освојивши Египат 1169. године, Саладин отказује послушност Нур ад Дину. Поход на Саладина и Египат кога је Нур ад Дин припремао завршио се изненадном смрћу Нур ад Дина 1174. године. Наследио га је син Малик Шах Исмаил који је присиљен преселити се у Алепо где је владао до 1181. године када је убијен и замењен рођаком који је владао као мосулски атабег. Две године касније Саладин осваја Алепо чине династија Зенгида губи на значају. Замењује је династија Ајубида. 
Зенгиди су наставили да из Мосула владају северним Ираком све до монголске инвазије у 13. веку.

## Владари из династије Зенгида

### Владари Мосула
- Имад ад Дин Зенги (1127—1146)
- Саиф ад Дин Гази (1146—1149)
- Кутб ад Дин Мавдуд (1149—1170)
- Саиф ад Дин Гази II (1170—1180)
- Из ад Дин Масуд I (1180—1193)
- Нур ад Дин Арслан Шах I (1193—1211)
- Из ад Дин Масуд II (1211—1218)
- Нур ад Дин Арслан Шах II (1218—1219)
- Назир ад Дин Махмуд (1219—1234)

### Владари Алепа
- Имад ад Дин Зенги (1128—1146)
- Нур ад Дин (1146—1174)
- Малик Шах Исмаил (1174—1181)
- Имад ад Дин Зенги II (1181—1183)

### Емири Дамаска
- Нур ад Дин (1154—1174)
- Малик Шах Исмаил (1174)

### Емири Синџара (северни Ирак)
- Имад ад Дин Зенги II (1171—1197)
- Кутб ад Дин Мухамед (1197—1219)
- Имад ад Дин Шаханшах (1219—1220)
- Јалал ад Дин Махмуд (1219—1220)
- Фат ад Дин Умар (1219—1220)

### Емири Џазире
- Муиз ад Дин Санџар Шах (1180—1208)
- Муиз ад Дин Махмуд (1208—1241)
- Махмуд ел Малик ел Захир (1241—1250)